# Jason Voorhees
Jason Voorhees je fiktivní postava hororové série Pátek třináctého.
Jason se poprvé objevil ve filmu Pátek třináctého z roku 1980, ale ne jako vrah, nýbrž ve vzpomínce své matky Pamely Voorheesové. Vraždit začal až ve druhém díle, když mu matku zabili a on se za její smrt mstil.

## Dětství
Jason se narodil se znetvořeným obličejem, kvůli kterému ho nikdo neměl v lásce a každý se mu vysmíval, jediný kdo ho miloval byla jeho matka Pamela
Voorheesová. Když bylo Jasonovi 11 let, odjel na letní tábor ke Křišťálovému jezeru, kde se kvůli nepozornosti vedoucích utopil. Po Jasonově smrti se tábor
stal prokletým a byl zavřen, až do doby, kdy se ho pokusila parta mladých nadšenců znovu zprovoznit, což se jim však nepodařilo.

## Dospělost
Jeho výška se pohybuje od 189cm (Kane Hodder) až po 196cm (Ken Kirzinger) v závislosti jaký z 11 herců ho ztvárnil. 

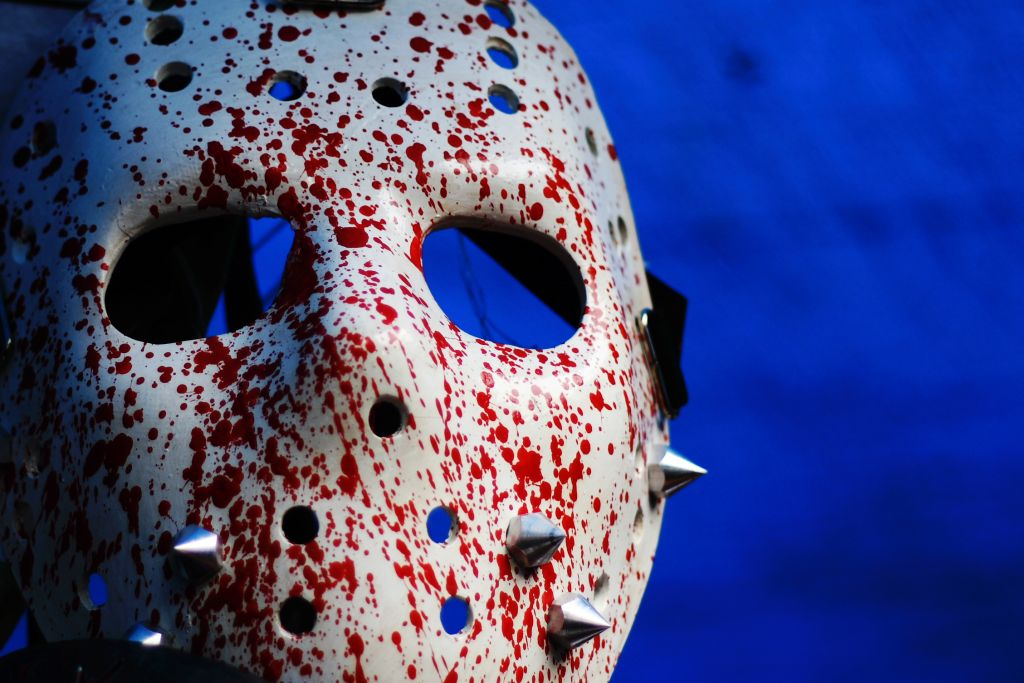
Hokejová maska, kterou používá Jason Voorhees k zakrytí své znetvořené tváře.

Když byla Jasonova matka brutálně zavražděna, Jason se vrátil již jako dospělý muž na zem, aby smrt své milované matky pomstil. Potom co byl vybudován v sousedství nový tábor, začal Jason (s pytlem na hlavě, aby zakryl svou tvář) postupně zabíjet všechny lidi, kteří v táboře byli. Ale když narazil na mladou Ginny Fieldovou, která mu zezadu do ramena zasekla mačetu, musel zabíjení nechat a ukrýt se v Higgins Haven, aby si zde léčil své zranění. Ve stejnou dobu přijela na místo Chris Higginsová (jejíž rodině Higgins Haven patřilo) společně se svými přáteli, které začal Jason brutálně zabíjet. Když však mělo dojít i na Chris, utekla před Jasonem do stodoly, kde mu zasekla do levé strany hlavy sekeru a Jason poté upadl do bezvědomí. Když ležícího Jasona našla policie, mysleli si že je mrtvý a odvezli ho do márnice, kde se však Jason probudil a zabil zdravotní sestru, poté se vrátil ke Křišťálovému jezeru. U jezera zabil partu teenagerů, kteří se tam nacházeli a když se chystal i na ženu jménem Trish, přelstil ho její bratr Tommy, který se ostříhal do hola a vypadal, jako Jason, když byl malý. Když se pak Jason otočil k Trish zády snažila se mu zaseknout do hlavy mačetu, ale bohužel mu jen sundala masku. Zaseknout mačetu Jasonovi do hlavy se podařilo až Tommymu, který pak ještě Jasona rozsekal na kusy. Jason byl poté pohřben poblíž Křišťálového jezera, vedle své matky. Když se po létech Tommy a jeho přítel rozhodli Jasona vykopat, omylem ho oživili. Oživený Jason zabil Tommyho přítele, zatímco Tommy mu unikl. Jason byl po oživení o mnoho silnější a už ho skoro nic nedokázalo zastavit, dokonce ani výstřely z brokovnice. Vystrašený Tommy se snažil vše nahlásit šerifovi, ale ten si myslel, že se Tommy zbláznil a zavřel ho na noc do věznice. Jason se mezitím vrátil ke Křišťálovému jezeru, kde začal znovu zabíjet. Když se Tommy dostal z vězení, přišel na to jak by se dal Jason zastavit, spojil balvan s řetězy, které dal Jasonovi kolem krku a hodil ho na dno jezera. Protože byl balvan těžký, Jason se nemohl dostat nad hladinu a v jezeře se utopil. Po pěti letech přijíždí k jezeru dívka jménem Tina, která má telekinetickou schopnost, díky které Jasona omylem osvobodí a ten začíná s novým masakrem. Když se však pokusí zabít i Tinu pozná, že na její schopnosti nemá a je znovu zabit.
Jeho tělo je uvězněno pod troskami mola na dně Křišťálového jezera, kde jej po několika letech oživí elektrický výboj z porušeného kabelu a on se vydává najít novou krev. Tu najde na výletní lodi, která veze čerstvé maturanty na exkurzi do New Yorku, kam se však díky Jasonovi dostane jen menšina. Když se zbylí maturanti dostanou na pevninu, musí se před Jasonem ukrývat, až do doby kdy ho zabije toxický odpad v kanalizaci. Když je Jason z nevysvětlitelných důvodů znovu oživen, vrací se ke Křišťálovému jezeru, kde po něm jde FBI. Ti se dozví, že Jason má neteř Jessicu, která by ho mohla najít a zastavit. Když Jessica Jasona najde, vrazí mu do srdce kouzelnou dýku a pošle ho tak navždy do pekla.
Jason je v pekle, až do doby, kdy ho oživí Freddy Krueger, který od něj potřebuje, aby vraždil ve Springwoodu a nahnal tak obyvatelům ztracený strach. Jason se však v zabíjení nechce krotit a vraždí i oběti, které patří Freddymu. Proto ho Freddy musí dostat k sobě do snu, kde se ho pokusí zabít, což mu nevyjde a nakonec za pomoci jistých teenagerů zabije Jason Freddyho u Křišťálového jezera a sám v jezeře zmizí.

## Filmografie
- Pátek třináctého (1980) - Představitel Jasona: Ari Lehman

- Pátek třináctého 2 (1981) - Představitel Jasona: Warrington Gillette a Steve Daskewisz
- Pátek třináctého 3 (1982) - Představitel Jasona: Richard Brooker
- Pátek třináctého 4 (1984) - Představitel Jasona: Ted White
- Pátek třináctého 5 (1985) - Představitel Jasona: Tom Morga
- Pátek třináctého 6: Jason žije (1986) - Představitel Jasona: C.J. Graham a Dan Bradley
- Pátek třináctého 7: Nová krev (1988) - Představitel Jasona: Kane Hodder
- Pátek třináctého 8: Jason na Manhattanu (1989) - Představitel Jasona: Kane Hodder
- Jason Goes to Hell: The Final Friday (1993) - Představitel Jasona: Kane Hodder
- Jason X (2001) - Představitel Jasona: Kane Hodder
- Freddy vs. Jason (2003) - Představitel Jasona: Ken Kirzinger
- Pátek třináctého (2009) - Představitel Jasona: Derek MearsKane Hodder, který ztvárnil Jasona ve čtyřech dílech série.

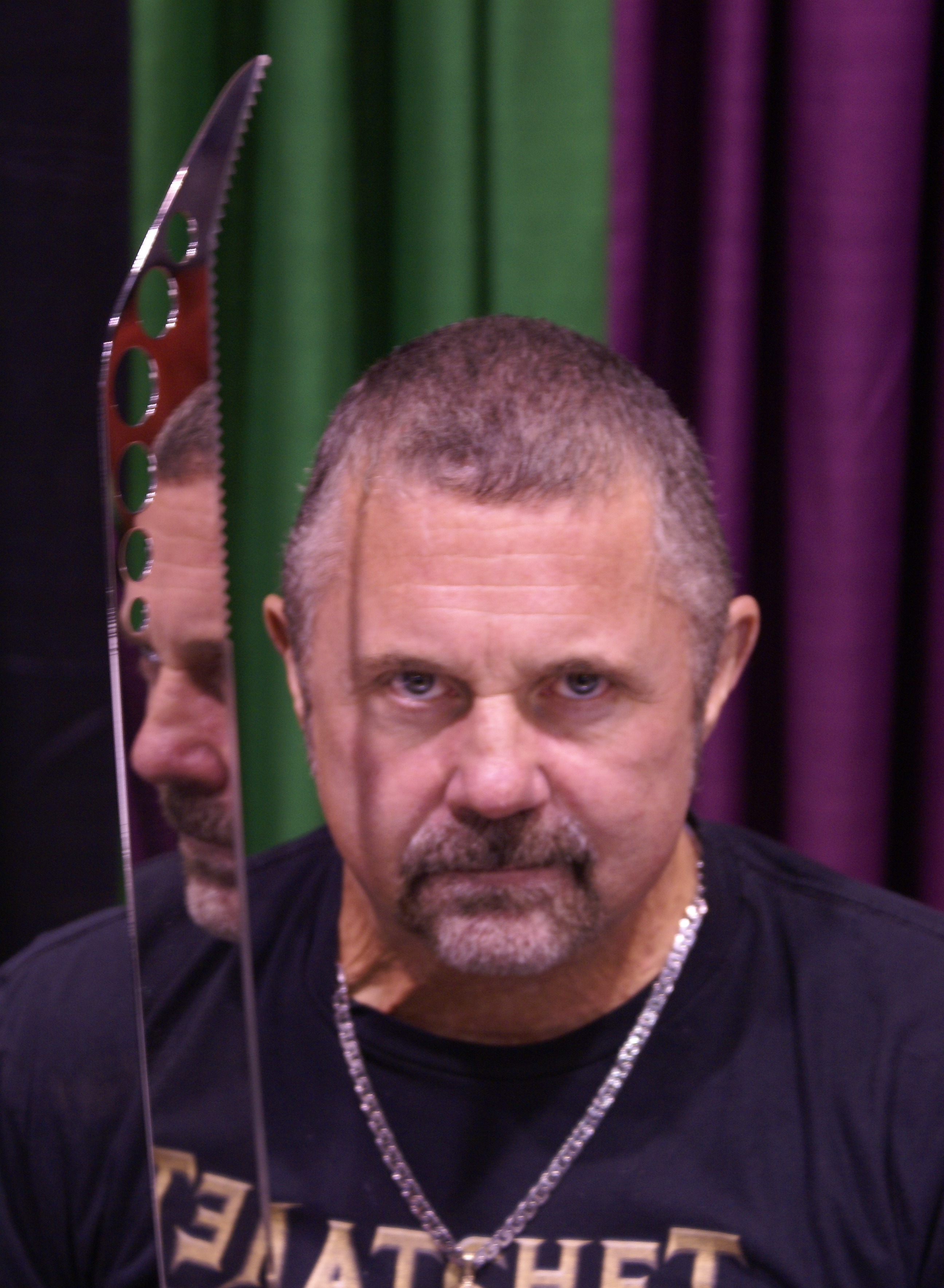
Kane Hodder, který ztvárnil Jasona ve čtyřech dílech série.